# Groupe de NGC 45
Le groupe de NGC 45 comprend trois galaxies situées dans les constellations de la Baleine et du Sculpteur. La distance moyenne entre ce groupe et la Voie lactée est d'environ 6,82 Mpc (∼22,2 millions d'al).

## Membres
Le tableau ci-dessous liste les galaxies qui sont indiquées sur le site « Un Atlas de l'Univers » créé par Richard Powell.
| Nom    | Constellation | Classification | Type                 | α (J2000.0)   | δ (J2000.0)  | Vitesse radiale (km/s) | Magnitude apparente | Distance (Mpc) | Dimension (kal) |
| ------ | ------------- | -------------- | -------------------- | ------------- | ------------ | ---------------------- | ------------------- | -------------- | --------------- |
| NGC 45 | Baleine       | SA(s)dm        | Spirale magellanique | 00h 14m 04.0s | -23° 10′ 55″ | 467 ± 0                | 10,6                | 7,640 ± 2,430  | 19              |
| NGC 24 | Sculpteur     | SA(s)c         | Spirale              | 00h 09m 56.5s | -24° 57′ 47″ | 554 ± 2                | 11,6                | 7,952 ± 2,187  | 71              |
| NGC 59 | Baleine       | SA(rs)0-:      | Lenticulaire         | 00h 15m 25.1s | -21° 26′ 40″ | 362 ± 10               | 12,1                | 4,860 ± 0,456  | 19              |

Le site DeepskyLog permet de trouver aisément les constellations des galaxies mentionnées dans ce tableau ou si elles ne s'y trouvent pas, l'outil du site constellation permet de le faire à l'aide des coordonnées de la galaxie. Sauf indication contraire, les données proviennent du site NASA/IPAC.